# Peugeot 104 (cyclomoteur)
Pour les articles homonymes, voir Peugeot 104 (homonymie).
 (juin 2013).
Si vous disposez d'ouvrages ou d'articles de référence ou si vous connaissez des sites web de qualité traitant du thème abordé ici, merci de compléter l'article en donnant les références utiles à sa vérifiabilité et en les liant à la section « Notes et références ».
Sous l'appellation Peugeot 104 on trouve en fait deux modèles de cyclomoteurs produit par la marque Peugeot qui reprend ce même numéro pour un nouveau modèle, l'un au début des années 1960, et le second au début des années 1970. Bien que portant le même numéro, ces deux modèles sont totalement différents. Le premier fait partie de la gamme BB, c'est donc un Peugeot BB104 ; le second entre dans la gamme des 101, 102, 103 et 105.
Le premier 104 est en acier embouti, tout caréné, son aspect et la protection qu'il offre au conducteur peut faire penser aux scooters de la fin des années 1950.
Le graphisme de son logo s'inspire de celui de la Peugeot 404, modèle phare des automobiles Peugeot de l'époque. C'est le 18 mars 1970 que Peugeot dépose le brevet du nouveau 104, qui apparaîtra au catalogue de 1971. Sa mécanique avec un moteur à clapet fera le succès du 103, il se caractérise par sa carrosserie avec pièces en plastique sur cadre en tubes métallique, et son réservoir à la forme caractéristique d'une contenance de 3,7 litres. Son poids à vide est de 45 kg environ. La selle biplace est en option. Un modèle de 104, nommé Formule 3 ou 104 F3, fut produit par la marque, équipé d'un moteur à boîte 3 vitesses sur poignée issu du BB3 SP.
Ces deux engins constituent aujourd'hui des objets de collection, particulièrement le premier qui a eu peu de succès.

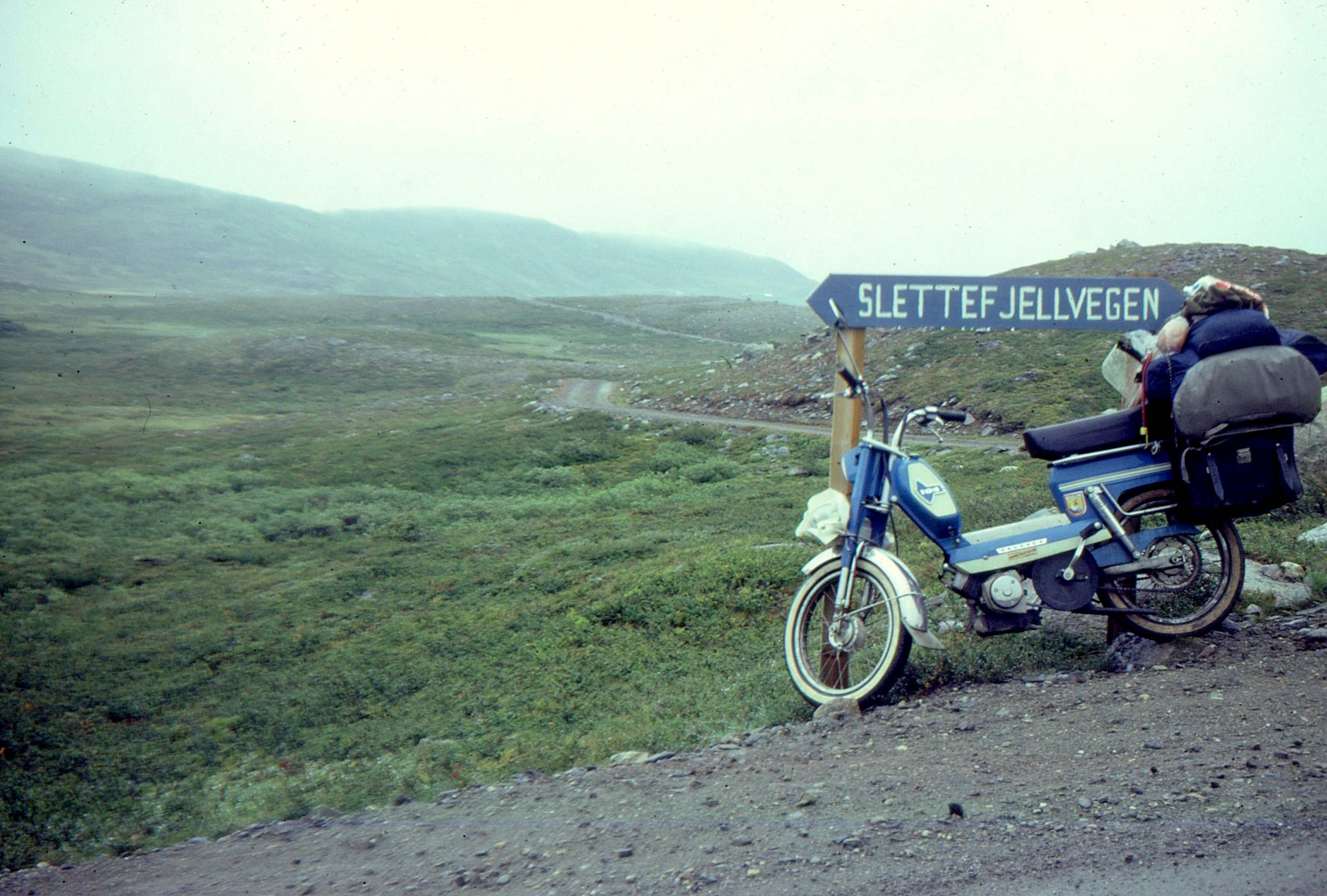
Peugeot 104 sur le Slettefjellvegen (Norvège), 1977